# Karl Eschenburg (Politiker)
Karl Gustav Eschenburg, auch: Carl Eschenburg (* 28. Januar 1877 in Lübeck; † 13. Dezember 1943 in Rostock) war ein deutscher Landwirt, Verwaltungsbeamter, Gutsbesitzer und Politiker (DNVP). Er war von 1929 bis 1932 Ministerpräsident von Mecklenburg-Schwerin.

## Leben und Beruf
Karl Eschenburg wurde als Sohn des Kaufmanns, Gutsbesitzers und Politikers Johann Hermann Eschenburg geboren. Nachdem er das Lübecker Katharineum bis zur Oberprima besucht hatte, absolvierte er eine landwirtschaftliche Lehre auf der Domäne Zweedorf bei Neubukow. Anschließend durchlief er eine weitere Ausbildung auf Zuchtwirtschaften in Mecklenburg und Süddeutschland. Zusätzlich absolvierte er ein Studium der Landwirtschaft an der Landwirtschaftlichen Hochschule Halle.
Eschenburg arbeitete zunächst als leitender Beamter auf dem elterlichen Gut Banzin bei Vellahn und erwarb 1906 das Rittergut Geierswalde in Ostpreußen, das er in den folgenden Jahren bewirtschaftete. Von 1914 bis 1918 nahm er als Soldat am Ersten Weltkrieg teil, zuletzt als Adjutant der 216. Infanterie-Division. Nach dem Kriegsende wirkte er von 1918 bis 1920 als Amtsvorsteher, stellvertretender Standesbeamter und Mitglied der Einkommensteuer-Voreinschätzungskommission in Geierswalde. Des Weiteren war er Vorsitzender des landwirtschaftlichen Kreisvereins in Osterode.
Eschenburg übernahm 1920 die Leitung des elterlichen Gutes in Banzin. In den folgenden Jahren war er Mitglied in verschiedenen Wirtschafts- und Fachverbänden, so unter anderem des Landes- und Reichseisenbahnrates. Von 1926 bis 1929 fungierte er als Präsident der Landwirtschaftskammer für Mecklenburg-Schwerin. Von 1932 bis 1939 vertrat er die Deutsche Industriebank in Rostock.
Karl Eschenburg war mit Melanie Weise verheiratet. Der Lübecker Kaufmann Hermann Eschenburg war sein Bruder.

## Politik
Eschenburg war 1919/20 Vorsitzender des Kreislandarbeiter- und Bauernrates im Landkreis Osterode und dort Kreistagsabgeordneter. Von 1924 bis 1927 übernahm er den Vorsitz des Kreislandbundes in Hagenow. Er trat in die Deutschnationale Volkspartei (DNVP) ein und war von 1929 bis 1932 als Abgeordneter der Arbeitsgemeinschaft Nationaler Mecklenburger (ANM; Einheitsliste von DNVP, Wirtschaftspartei, DVP und DVFP) Mitglied des Mecklenburg-Schwerinschen Landtages.
Eschenburg wurde am 10. Juli 1929 von der knappen rechten Mehrheit im Landtag zum Ministerpräsidenten des Freistaates Mecklenburg-Schwerin gewählt. Gleichzeitig übernahm er die Leitung der Ressorts als Staatsminister des Äußern sowie als Staatsminister für Landwirtschaft, Domänen und Forsten. Seine Regierung stützte sich auf den sogenannten Bürgerblock (ANM) und die NSDAP, die zwar das Angebot ablehnte, in die Regierung einzutreten, diese aber als „stiller Koalitionspartner“ tolerierte. Die Nationalsozialisten trugen somit nach Sachsen in einem zweiten deutschen Land die Regierung mit. Die SPD wagte keinen Versuch, Eschenburgs Regierung zu stürzen, da sie bei einer vorgezogenen Landtagswahl eigene Verluste und starke Zugewinne der NSDAP befürchten musste.
Auf Grund des Wahlergebnisses zu den 7. Landtagswahlen am 5. Juni 1932, bei der die NSDAP 48 % der Stimmen errang, trat er gemeinsam mit der gesamten Regierung des Freistaates Mecklenburg-Schwerin zurück. Als sein Nachfolger wurde Walter Granzow (NSDAP) am 13. Juli 1932 als Ministerpräsident eingesetzt. Zum 1. April 1936 trat Eschenburg der NSDAP bei (Mitgliedsnummer 3.741.582).